# باري لويد
باري لويد (بالإنجليزية: Barry Lloyd)‏ (19 فبراير 1949 - ) هو لاعب كرة قدم بريطاني يلعب كلاعب وسط.